# Alto Conselho de Estado (Mauritânia)
O Alto Conselho de Estado (em árabe: المجلس الأعلى للدولة; em francês:  Haut Conseil d’État) era o órgão político supremo da Mauritânia. Serviu como governo interino do país após o golpe de Estado que derrubou o Presidente, Sidi Ould Cheikh Abdallahi, em 6 de agosto de 2008. Foi liderado pelo general Mohamed Ould Abdel Aziz, que depois de tomar o poder rapidamente se comprometeu a realizar eleições "no mais curto espaço de tempo possível". Poucos dias depois de tomar o poder, Abdel Aziz nomeou o embaixador da Mauritânia para a Bélgica e da União Europeia, Moulaye Ould Mohamed Laghdaf, como primeiro-ministro. 
Em 15 de abril de 2009, Abdel Aziz renunciou ao cargo de presidente do Alto Conselho de Estado, a fim de se apresentar como candidato na próxima eleição presidencial. O presidente do Senado, Ba Mamadou Mbaré, sucedeu-lhe como chefe de Estado, a título provisório, tornando-se o primeiro líder negro da Mauritânia. A eleição ocorreu em 18 de julho de 2009 e Abdel Aziz foi eleito presidente com 52,58% dos dos votos.  Ele foi empossado em 5 de agosto de 2009. 

## Membros
- Gen. Mohamed Ould Abdel Aziz, Presidente
- Gen. Mohamed Ould Cheikh Mohamed Ahmed
- Gen. Felix Negré
- Col. Ahmed Ould Bekrine
- Col. Mohamed Ould Cheikh Ould El Hadi
- Col. Ghoulam Ould Mahmoud
- Col. Mohamed Ould Meguet
- Col. Mohamed Ould Mohamed Znagui
- Col. Dia Adama Oumar
- Col. Hanena Ould Sidi
- Col. Ahmedou Bemba Ould Baye